# Homodontyzm

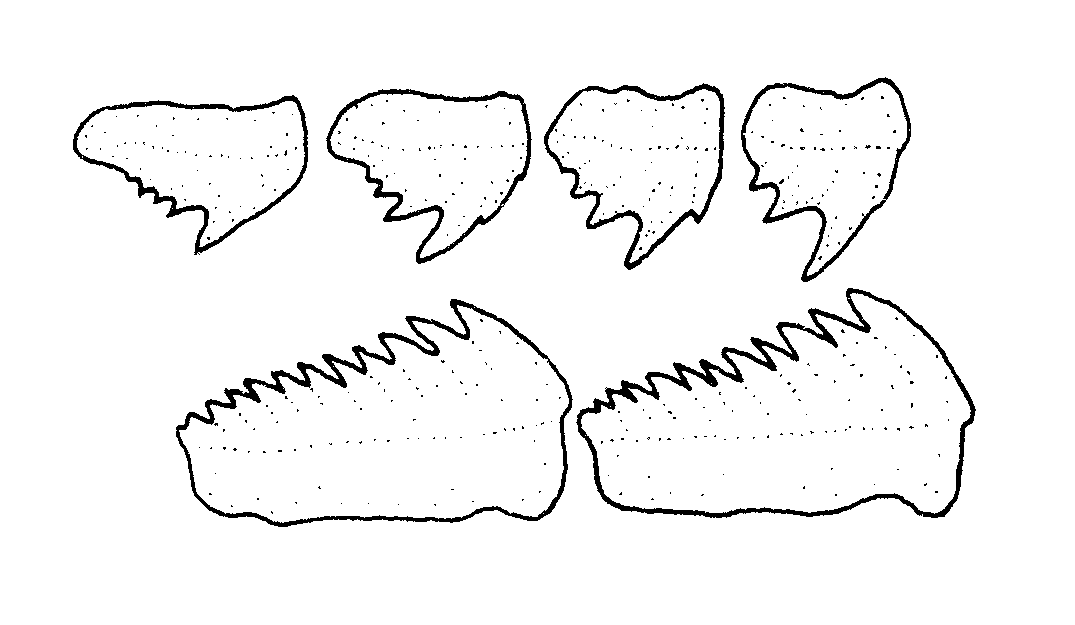
Uzębienie homodontyczne sześcioszpara szarego (Hexanchus griseus)

Homodontyzm, uzębienie homodontyczne – termin anatomiczny określający sytuację, w której wszystkie zęby u danego gatunku zwierzęcia mają podobny kształt i wielkość. Jest to rodzaj uzębienia charakterystyczny dla ryb, płazów i gadów. Uzębienie ssaków jest w większości heterodontyczne, jedynie u zębowców i pancerników występują  zęby o uproszczonej budowie – wtórnie homodontyczne. Liczba zębów u ssaków z uzębieniem homodontycznym może być duża i zmienna u poszczególnych osobników, u pancerników do 100, a u zębowców do 200 zębów.